# 6. kongres Občanské demokratické strany
6. kongres ODS se konal 18. - 19. listopadu 1995 v Hradci Králové.

## Dobové souvislosti a témata kongresu
Šlo o poslední kongres ODS před  sněmovními volbami na jaře 1996, a proto velká část jednání byla věnována otázkám souvisejícím s přípravou kampaně. Došlo ke schválení pravidel pro výběr kandidátů do voleb včetně konkrétních jmen jednotlivých krajských lídrů ODS a byl odsouhlasen dlouhodobý politický program strany tak, jak určil předchozí 5. kongres Občanské demokratické strany. Kongres také schválil smlouvu o budoucí integraci Křesťanskodemokratické strany do ODS. V listopadu 1995 odsouhlasil fúzi s ODS i sjezd KDS, zatímco podobně koncipované sloučení Klubu angažovaných nestraníků neprošlo na sjezdu KANu o jeden hlas. Závěr kongresu ODS ještě s integrací s KANem počítal, ale následně došlo jen k individuálním přechodům členů KANu do ODS.  V nejužším vedení ODS nedošlo k žádným personálním změnám. Předsedou zůstal Václav Klaus, výkonným místopředsedou Libor Novák.

## Personální složení vedení ODS po kongresu
- Předseda - Václav Klaus
- Výkonný místopředseda - Libor Novák
- Místopředsedové - Jan Stráský, Jiří Vlach, Josef Zieleniec
- Výkonná rada ODS -  Miroslav Beneš, Lubomír Dvořák, Petr Hapala, Jan Klas, Robert Kolář, Dagmar Lastovecká, Jiří Liška, Miroslav Macek, Hana Marvanová, Pavel Pešek, Tomáš Ratiborský, Ludvík Rösch, Přemysl Sobotka, Vlastimil Tlustý, Evžen Tošenovský, Oldřich Vlasák, Jan Volavka, Vladimír Zeman[3]